# Nick Johnston
Nick Johnston ist ein schottischer Politiker der Conservative Party.
Johnston trat bei den Parlamentswahlen 1999 als Kandidat der Conservative Party für den Wahlkreis Ochil an. Er erhielt 4151 Stimmen (11,3 %) und lag damit auf dem dritten Platz hinter George Reid von der SNP und dem Gewinner des Wahlkreises Richard Simpson von der Labour Party. Auf Grund des Wahlergebnisses zog Johnston jedoch als einer von drei Listenkandidaten der Conservative Party für die Wahlregion Mid Scotland and Fife in das neugeschaffene Parlament ein.
Nachdem Johnston bereits seit Beginn des Jahres 2001 aus gesundheitlichen Gründen dem Parlament ferngeblieben war, verkündete er Mitte des Jahres seinen Rücktritt. Neben gesundheitlichen Gründen soll auch die Desillusionierung Johnstons über das Schottische Parlament eine Rolle bei dem Rücktritt gespielt haben. Sein Nachfolger war Murdo Fraser.